# Прусик, Карл
Карл Прусик (нем. Karl Prusik; 19 мая 1896, Вена — 8 мая 1961, Перхтольдсдорф) — австрийский альпинист и преподаватель музыки. Президент Австрийского альпинистского клуба (ÖAK) в 1939—1941 и 1951—1953 годах. Известен как изобретатель названного его именем узла Прусика.

## Биография
В 1914 году был призван в армию Австро-Венгрии и в 1915—1918 годы служил в звании лейтенанта на границе с Италией в Альпах. Там он стал убеждённым сторонником альпинизма как одной из дисциплин подготовки молодёжи к будущей военной службе. Начиная с 1920-х годов Карл Прусик стал инструктором по альпинизму.
После Первой мировой войны Прусик учился музыковедению. В 1923 году защитил докторскую диссертацию по сочинениям лютниста Сильвиуса Леопольда Вайса и стал преподавателем Венской консерватории.
Исповедуя взгляды социал-дарвинизма и нацизма, Прусик считал альпинизм одним из способов воспитания сильных и бесстрашных горных стрелков, которые должны были стать наследниками боевого духа древних германцев, одолевших в битвах римскую армию. Период после Первой мировой войны в Австрии он рассматривал как время развращения немецкой молодёжи удобствами городской жизни и идеями социализма. В 1921 году Карл Прусик был инструктором молодёжной альпинистской команды, которую воспитывал в духе милитаризма и шовинизма.
В 1939 году после оккупации Нацистской Германией территории Австрии он стал членом Национал-социалистического альпийского клуба, который возглавил Артур Зейсс-Инкварт, также служивший в годы Первой мировой войны в тирольских егерских частях, а в 1940 году возглавил курсы тренеров альпинизма и скалолазания в этом клубе. В 1941 году в возрасте 45-и лет был мобилизован в Вермахт. В 1942 году получил звание гауптштурмфюрера войск СС и был награждён крестом за военные заслуги II степени. В 1945—1947 годах находился в плену. В 1947 году вновь возглавил Австрийский альпинистский клуб.

## Альпинистские достижения
Карл Прусик совершил более 70-и первовосхождений (в основном в Альпах).
Является изобретателем узла Прусика, который он впервые описал в 1931 году в австрийской альпийской газете. Этот узел до сих пор считается самым известным в мире схватывающим узлом.
В 1932 году Карл Прусик придумал немецкий термин Torlauf, которым в Австрии до сих пор называют лыжный слалом.
В 1948 году в Каскадных горах в штате Вашингтон именем К. Прусика был назван пик (2438 м).